# フレデリク・ホール
フレデリク・ホール（Frederick Hall、1860年2月6日 - 1948年8月21日）はイギリスの画家である。フレッド・ホール(Fred Hall)と作品に署名することもあった。コーンウォールの漁村ニューリンに集まった画家たち「ニューリン派」の画家の一人である。

## 略歴
ヨークシャーのStillingtonで生まれた。リンカンの美術学校(Lincoln College of Art) で1879年から1881年まで学んだ後、アントウェルペン王立芸術学院に移り、シャルル・ヴェルラに学んだ。アントウェルペンで学んだ画家を中心に、「ニューリン派」として芸術家村が作られることになる、コーンウォールの漁村ニューリンに1883年から1885年の間の時点で移り 、リンカンの美術学校からの友人のフランク・ブラムリーと1898年まで活動した。1898年に結婚し、その後家族とバークシャーの Speenに移った。
ロイヤル・アカデミー・オブ・アーツの展覧会に1886年から出展し、1912年にはパリのサロンで金賞を受賞した。イギリス王立芸術家協会(Royal Society of British Artists)の展覧会やニュー・イングリッシュ・アート・クラブの展覧会にも出展したが、ニュー・イングリッシュ・アート・クラブからは1890年に脱退した。
写実主義のスタイルで描く人物画を描いていたが、後年は印象派のスタイルの風景画を描くことが多かった。

## 作品

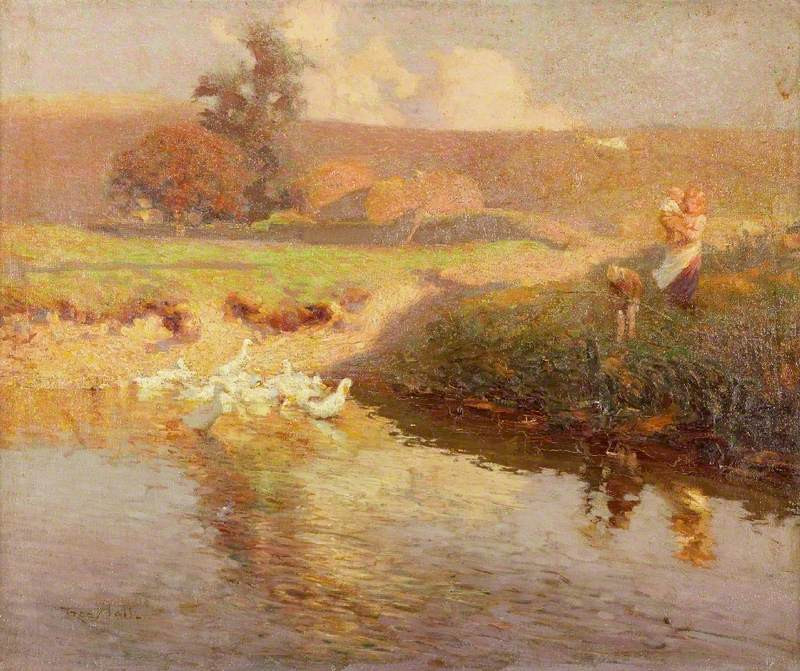
アヒルの池　(1903)
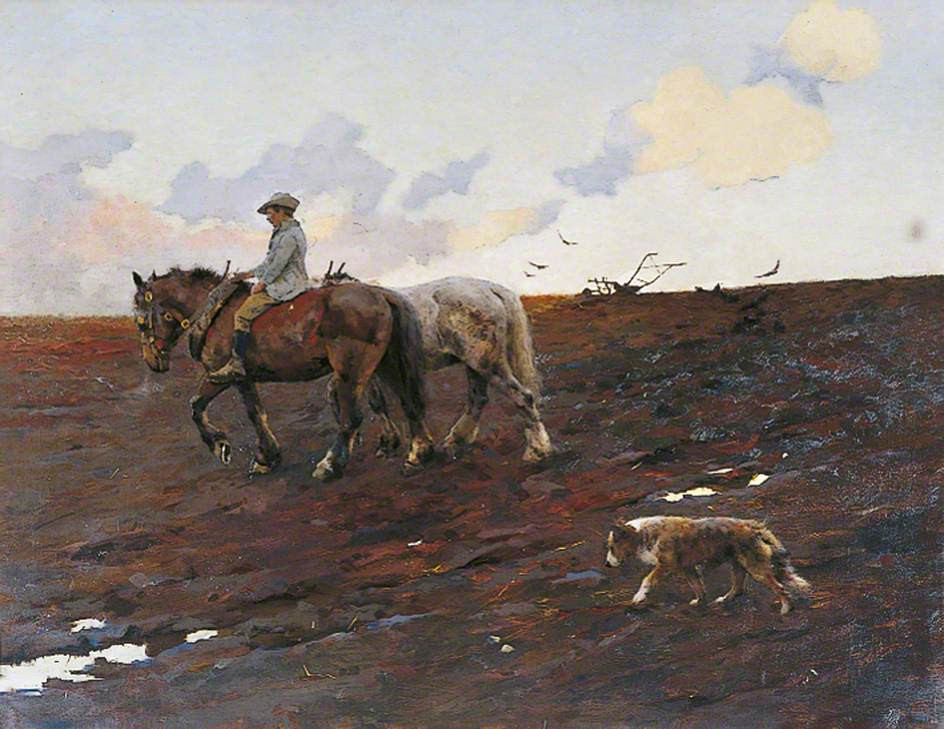
帰宅
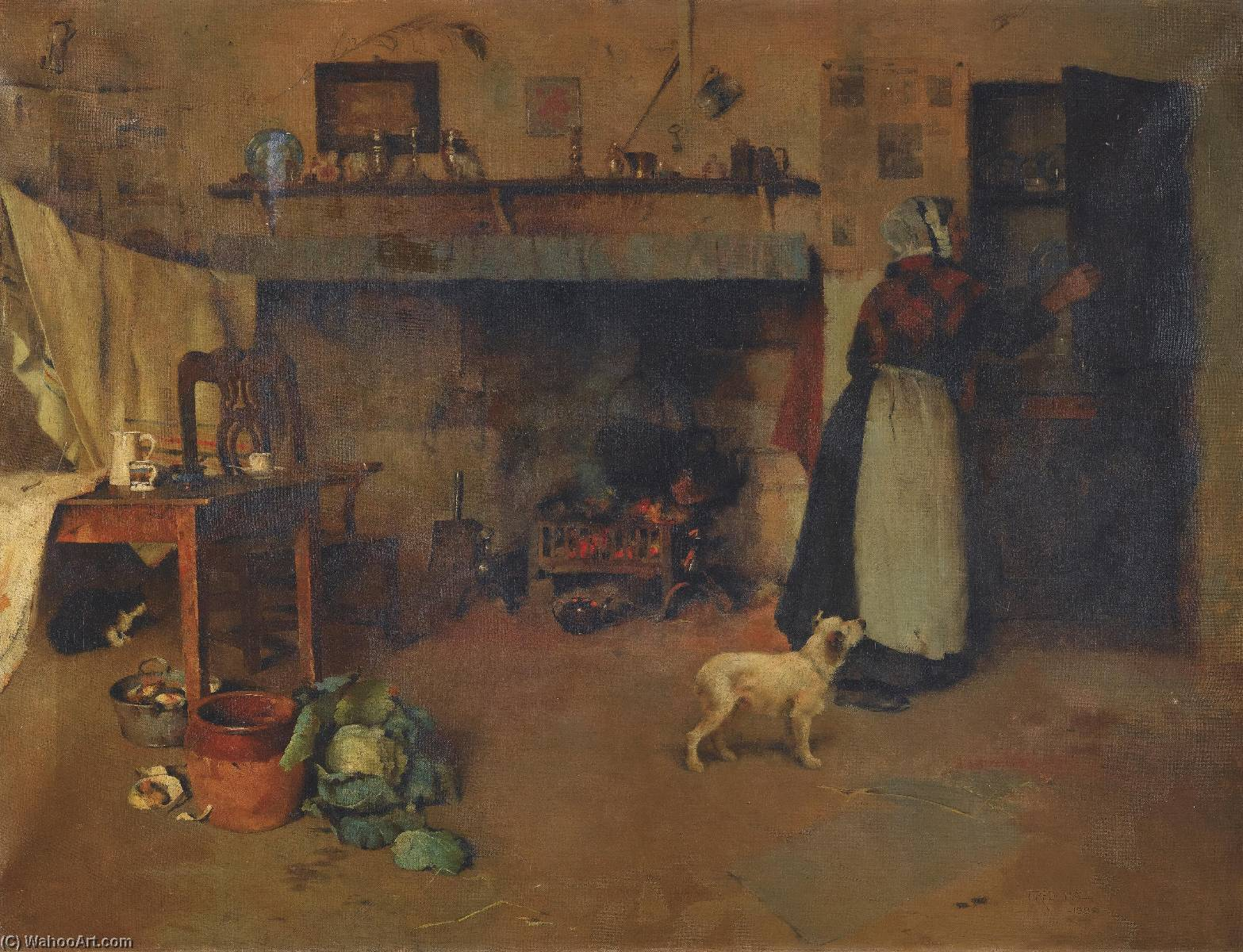
"Old Mother Hubbard"

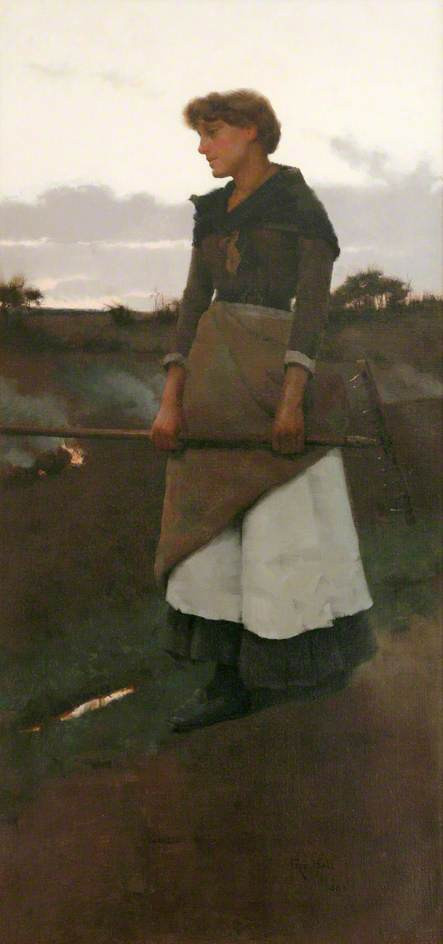
草原で (1886)
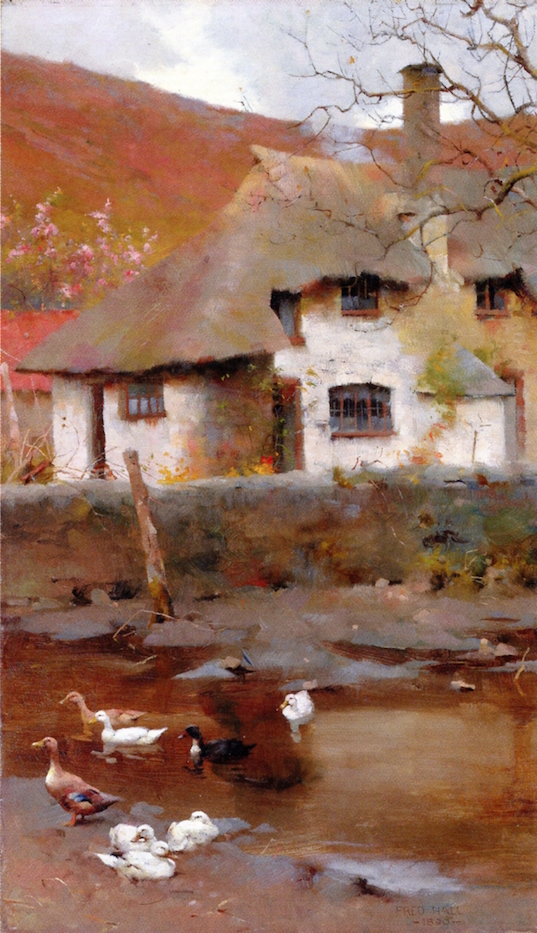
農家　(1890)
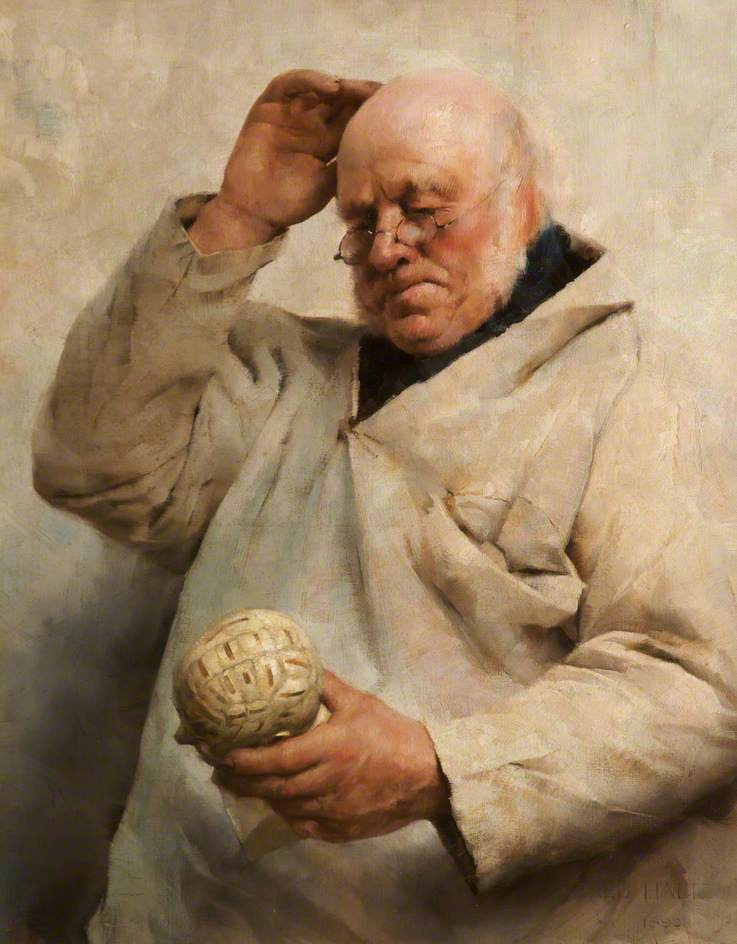
骨相学者 (1890)
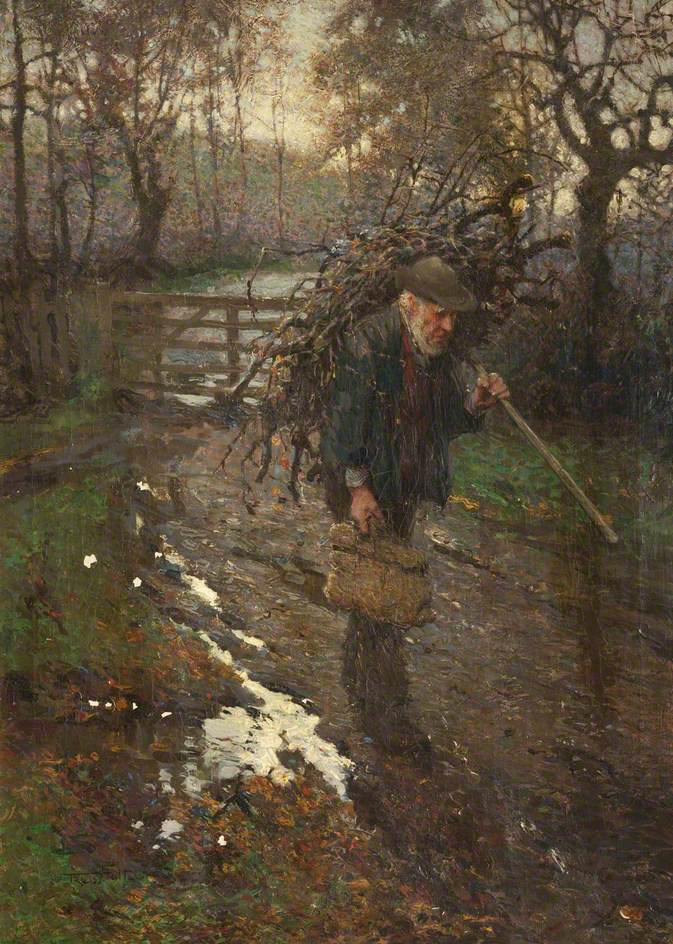
帰宅 (1913)